# باشگاه فوتبال سرن یونایتد
سرن یونایتد یک باشگاه فوتبال بلژیکی است که در شهر سرن در استان لیژ واقع شده‌است و هم‌اکنون در لیگ برتر فوتبال بلژیک فعالیت دارد.

## تاریخچه
این باشگاه در اوایل قرن بیستم با نام RFC Bressoux تأسیس شد و در فدراسیون فوتبال بلژیک تحت ماتریکول ۲۳ ثبت شد، اما در سال ۱۹۹۲ پس از ادغام به Royale Union Liégeoise یا RUL تغییر نام داد.
R.F.C. Seraing در سال ۱۹۹۶، دوباره نام خود را به Seraing RUL تغییر داد و شروع به بازی در ورزشگاه خانگی همیشگی خود کرد، جایی که RFC Seraing سابق، پیش از این بازی می‌کرد.

## افتخارات
- لیگ دسته یک فوتبال بلژیک (سطح دوم فوتبال در بلژیک):
  - قهرمان: (۲)

- ۱۹۸۲–۱۹۸۱, ۱۹۹۳–۱۹۹۲